# Siembra (álbum)
Siembra é o segundo álbum realizado em conjunto por Rubén Blades e Willie Colón, lançado em 1978.

## Sobre o álbum
É considerado um clássico da salsa, o disco mais vendido do selo Fania Records e, provavelmente, da história deste gênero musical. A produção contém as renomadas canções "Pedro Navaja", "Plástico", "Buscando Guayaba" e "Siembra", parte do que, posteriormente, ficaria conhecido como salsa intelectual.
De acordo com a produtora musical, Siembra surgiu no momento que a salsa estava em decadência e cujos cantores tentavam ingressar no mercado das tendências músicas que estavam na moda, como era o caso da Música disco. Dessa maneira:
| “ | ...é um dos álbuns maravilhosos que marcam o antes e depois de um gênero musical. Trinta e dois anos depois de seus lançamento no mercado, os sete temas do segundo álbum de Willie Colón e Rubén Blades, continuam sendo um ponto de referência para a salsa e estabelecem um alto nível para toda a música afro-caribenha. Entretanto, diferentemente de outros álbuns influentes que estabelecem tendências ou criam imitadores, Siembra é o único de sua classe. | ” |

| Críticas profissionais                                                      | Críticas profissionais |
| Avaliações da crítica                                                       | Avaliações da crítica  |
| Fonte                                                                       | Avaliação              |
| --------------------------------------------------------------------------- | ---------------------- |
| Allmusic                                                                    | [ 4 ]                  |
| Esta tabela precisa de ser acompanhada por texto em prosa. Consulte o guia. |                        |

## Faixas
| N.º            | Título             | Compositor(es) | Duração |  |
| 1.             | "Plástico"         | Rubén Blades   | 6:41    |  |
| 2.             | "Buscando Guayaba" | Rubén Blades   | 5:47    |  |
| 3.             | "Pedro Navaja"     | Rubén Blades   | 7:21    |  |
| 4.             | "María Lionza"     | Rubén Blades   | 5:31    |  |
| 5.             | "Ojos"             | Johnny Ortiz   | 4:54    |  |
| 6.             | "Dime"             | Rubén Blades   | 7:02    |  |
| 7.             | "Siembra"          | Rubén Blades   | 5:25    |  |
| Duração total: | Duração total:     | Duração total: | 42:45   |  |